# جيم هينشاو
جيم هينشاو هو كاتب سيناريو وممثل كندي، ولد في 28 سبتمبر 1949 في Bassano, Alberta ‏ في كندا.

## وصلات خارجية
- جيم هينشاو على موقع IMDb (الإنجليزية)
- جيم هينشاو على موقع قاعدة بيانات الفيلم (الإنجليزية)